# Iris hoogiana
Iris hoogiana là một loài thực vật có hoa trong họ Diên vĩ. Loài này được Dykes miêu tả khoa học đầu tiên năm 1916.